# Condylostylus flavilamellatus
Condylostylus flavilamellatus är en tvåvingeart som beskrevs av Becker 1922. Condylostylus flavilamellatus ingår i släktet Condylostylus och familjen styltflugor. Inga underarter finns listade i Catalogue of Life.